# Madeline Kahn
Madeline Gail Kahn (Boston, 1942. szeptember 29. – New York, 1999. december 3.) Tony- és Daytime Emmy-díjas amerikai színésznő, humorista és énekesnő.
Peter Bogdanovich és Mel Brooks filmjeiben játszott komikus szerepeiről ismert: közéjük tartozik a Mi van, doki? (1972), Az ifjú Frankenstein (1974), a Magasfrász (1977) és a Világtörténelem – 1. kötet (1981). Oscarra jelölt szerepei voltak a két rendező Papírhold (1973) és Fényes nyergek (1974) című filmjeiben.
Kahn 1968-ban debütált Leonard Sillman New Faces című darabjában. 1974-ben Tony-díjra jelölték az In the Boom Boom Room című darabért, 1978-ban pedig az On the Twentieth Century című musicalért. 1993-ban a The Sisters Rosensweig című darabbal át is vehette a díjat legjobb női főszereplő színdarabban kategóriában.

## Fiatalkora és tanulmányai

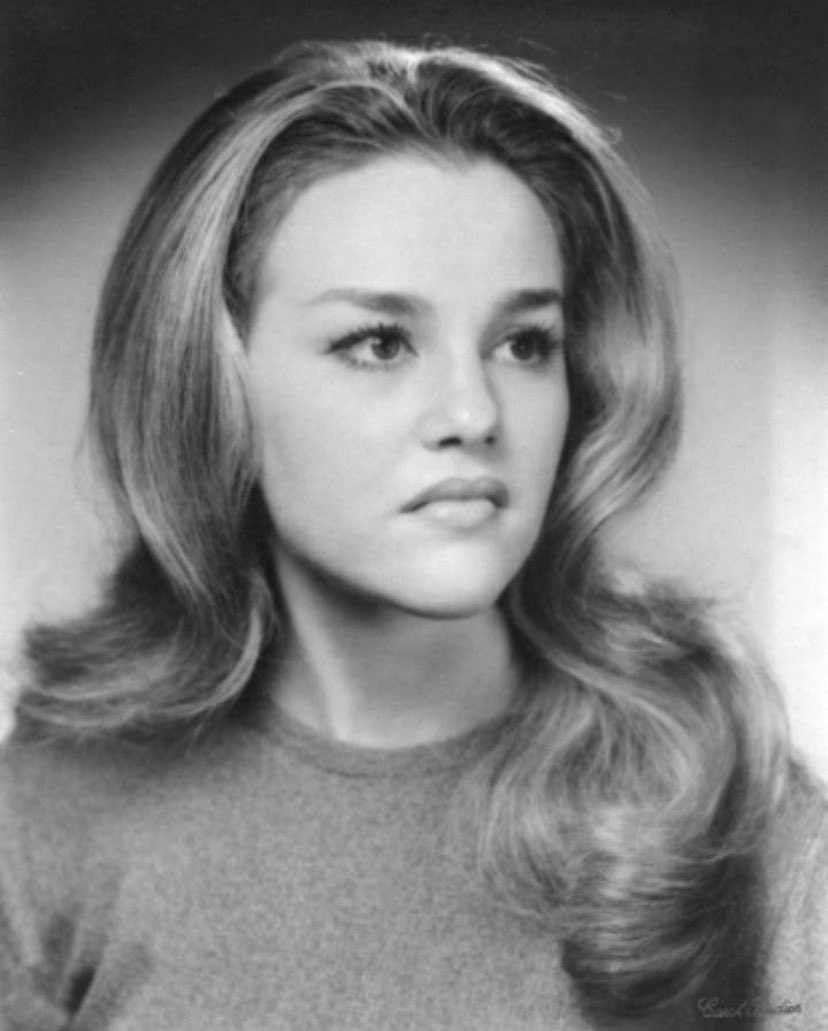
A Hofstra Egyetem 1964-es évkönyvében

Kahn Bostonban született Bernard B. Wolfson ruhagyáros és felesége, Freda (sz.: Goldberg) lányaként. Nem hívő zsidó családban nevelkedett. Szülei elváltak, amikor Kahn kétéves volt, és édesanyjával New Yorkba költözött. 1953-ban Freda férjhez ment Hiller Kahnhoz, aki később örökbe fogadta Madeline-t; Freda végül megváltoztatta a nevét Paula Kahnra. Madeline Kahnnak két féltestvére volt: Jeffrey (anyja házasságából) és Robyn (apja második házasságából).
1948-ban Kahnt a progresszív Manumit School nevű bentlakásos iskolába küldték a pennsylvaniai Bristolba. Ez idő alatt édesanyja színészi álmát követte. Kahn hamarosan maga is színészkedni kezdett, és számos iskolai előadásban szerepelt. 1960-ban érettségizett a New York-i Queensben található Martin Van Buren High Schoolban, majd színművészeti ösztöndíjat kapott a Long Island-i Hofstra Egyetemen. A Hofstrán drámát, zenét és logopédiát tanult. 1964-ben diplomázott a Hofstrán logopédiai szakon. Tagja volt az egyetem egyik helyi diákszövetségének, a Delta Chi Delta-nak. Később New Yorkban énekelni tanult Beverley Peck Johnsonnál.

## Betegsége és halála
1998-ban petefészekrákot diagnosztizáltak nála. Kezelésekre járt, majd tovább dolgozott a Cosby sorozatban, és 1999 októberében férjhez ment John Hansburyhez. A betegség azonban hamar továbbterjedt, és 1999. december 3-án, 57 éves korában meghalt.
1999. december 6-án a New Jersey állambeli North Bergenben található Garden State Crematoryban hamvasztották el. Férje, John Hansbury és testvére, Jeffrey Kahn egy padot állítottak emlékére a Central Parkban. A pad közvetlenül a víztároló mellett található, a West 87th St-en.

## Filmográfia

### Film
| Év   | Magyar cím                                  | Eredeti cím                                          | Szerep                      | Magyar hang       |
| ---- | ------------------------------------------- | ---------------------------------------------------- | --------------------------- | ----------------- |
| 1968 |                                             | The Dove (rövidfilm)                                 | Sigrid                      |                   |
| 1972 | Mi van, doki?                               | What's Up, Doc?                                      | Eunice Burns                | Földessy Margit   |
| 1973 | Papírhold                                   | Paper Moon                                           | Trixie Delight              | Schütz Ila        |
| 1973 | Papírhold                                   | Paper Moon                                           | Trixie Delight              | Kiss Erika        |
| 1973 | Bújócska                                    | From the Mixed-Up Files of Mrs. Basil E. Frankweiler | tanárnő                     |                   |
| 1974 | Fényes nyergek                              | Blazing Saddles                                      | Lili Von Shtupp             | Bede Fazekas Anna |
| 1974 | Az ifjú Frankenstein                        | Young Frankenstein                                   | Elizabeth Benning           | Kovács Nóra       |
| 1975 | Várva várt szerelem                         | At Long Last Love                                    | Kitty O'Kelly               | Balázs Ági        |
| 1975 | Sherlock Holmes okosabb bátyjának kalandjai | The Adventure of Sherlock Holmes' Smarter Brother    | Jenny Hill                  | Almási Éva        |
| 1976 | Won Ton Ton, Hollywood megmentője           | Won Ton Ton, the Dog Who Saved Hollywood             | Estie Del Ruth              | Zakariás Éva      |
| 1977 | Magasfrász                                  | High Anxiety                                         | Victoria Brisbane           | Kiss Erika        |
| 1977 | Magasfrász                                  | High Anxiety                                         | Victoria Brisbane           | Tóth Ildikó       |
| 1978 | Bohókás nyomozás                            | The Cheap Detective                                  | Mrs. Montenegro             | Nyírő Bea         |
| 1979 | Muppet-show                                 | The Muppet Movie                                     | El Sleezo vendég            |                   |
| 1980 |                                             | Simon                                                | Dr. Cynthia Mallory         |                   |
| 1980 |                                             | Happy Birthday, Gemini                               | Bunny Weinberger            |                   |
| 1980 |                                             | Wholly Moses!                                        | a boszorkány                |                   |
| 1980 |                                             | First Family                                         | Mrs. Constance Link         |                   |
| 1981 | Világtörténelem – 1. kötet                  | History of the World, Part I                         | Nympho császárné            | Farkasinszky Edit |
| 1982 | Börleszk                                    | Slapstick of Another Kind                            | Eliza Swain / Lutetia Swain | Kocsis Mariann    |
| 1983 | Sárgaszakáll                                | Yellowbeard                                          | Betty                       | Farkasinszky Edit |
| 1983 |                                             | Scrambled Feet                                       | Madeline                    |                   |
| 1984 | Párbaj a városban                           | City Heat                                            | Caroline Howley             | Némedi Mari       |
| 1985 | Nyom                                        | Clue                                                 | Mrs. White                  | Farkasinszky Edit |
| 1986 | Én kicsi pónim                              | My Little Pony: The Movie                            | Borzaska (hangja)           |                   |
| 1986 | Egérmese                                    | An American Tail                                     | Gussie Mausheimer (hangja)  | Czigány Judit     |
| 1990 | Savanyú a szülő                             | Betsy's Wedding                                      | Lola Hopper                 | Andresz Kati      |
| 1994 | Segítség, karácsony!                        | Mixed Nuts                                           | Mrs. Munchnik               | Földi Teri        |
| 1995 | Nixon                                       | Nixon                                                | Martha Mitchell             | Győry Franciska   |
| 1998 | Egy bogár élete                             | A Bug's Life                                         | Mólya / Gypsy (hangja)      | Vándor Éva        |
| 1999 |                                             | Judy Berlin                                          | Alice Gold                  |                   |

### Televízió
| Év        | Magyar cím                         | Eredeti cím                                      | Szerep                  | Megjegyzések                             |
| --------- | ---------------------------------- | ------------------------------------------------ | ----------------------- | ---------------------------------------- |
| 1972      |                                    | Harvey                                           | Ruth Kelly nővér        | tévéfilm                                 |
| 1973      |                                    | Adam's Rib                                       | Doris                   | 2 epizód                                 |
| 1975      |                                    | The Carol Burnett Show                           | Mavis Danton            | 1 epizód                                 |
| 1976–1995 | Saturday Night Live                | Saturday Night Live                              | önmaga (házigazda)      | 3 epizód                                 |
| 1977      | Muppet Show                        | The Muppet Show                                  | önmaga (sztárvendég)    | 1 epizód                                 |
| 1978–1997 | Szezám utca                        | Sesame Street                                    | önmaga / egyéb szerepek | 12 epizód                                |
| 1981      |                                    | Fridays                                          | önmaga (házigazda)      | 1 epizód                                 |
| 1983–1984 |                                    | Oh Madeline                                      | Madeline Wayne          | 19 epizód megalkotó, producer és író     |
| 1986      |                                    | Comedy Factory CTV                               | Violet Kinsey           | 1 epizód                                 |
| 1987–1988 |                                    | Mr. President                                    | Lois Gullickson         | 14 epizód                                |
| 1988      |                                    | Sesame Street, Special                           | önmaga                  | különkiadás                              |
| 1991      | Váratlan utazás                    | Road to Avonlea                                  | Pigeon Plumtree         | 1 epizód                                 |
| 1992      | Lucky Luke                         | Lucky Luke                                       | Esperanza               | - 1 epizód - magyar hangja: - Szabó Éva  |
| 1992      | Az apa, a fiú és a szerető         | For Richer, for Poorer                           | Billie                  | - tévéfilm - magyar hangja: - Kiss Erika |
| 1993      | Majomház                           | Monkey House                                     | Grace Anderson          | 1 epizód                                 |
| 1993      |                                    | Dr. Seuss Video Classics: Dr. Seuss's Sleep Book | narrátor                | VHS különkiadás                          |
| 1995      |                                    | New York News                                    | Nan Chase               | 13 epizód                                |
| 1996      | Ivana Trump: Mindent a szerelemért | Ivana Trump's For Love Alone                     | Sabrina                 | tévéfilm                                 |
| 1996      |                                    | London Suite                                     | Sharon Semple           | tévéfilm                                 |
| 1996–1999 |                                    | Cosby                                            | Pauline Fox             | 84 epizód                                |
| 1999      |                                    | Little Bill                                      | Mrs. Shapiro (hangja)   | 1 epizód                                 |